# Lill-Rödtjärnen (Sidensjö socken, Ångermanland)
Lill-Rödtjärnen är en sjö i Örnsköldsviks kommun i Ångermanland och ingår i Nätraåns huvudavrinningsområde.